# Tour della nazionale maschile di rugby a 15 dell'Inghilterra 2013

## Risultati

### Itest match
| Arbitro: | Chris Pollock |

|            |      |                                                         |
|            | mt   | 17’ Strettle 25’ Twelvetrees 31’ Morgan 80’ B. Vunipola |
|            | tr   | 25’, 31’, 80’ Burns                                     |
| Moyano 40’ | c.p. | 8’, 11’ Burns                                           |

| Arbitro: | Nigel Owens |

|                          |      |                                                                   |
| Montero 49’ Leonardi 69’ | mt   | 30’, 40’ tecnica 36’ Burns 53’ Webber 57’, 73’ Yarde 64’ Eastmond |
| Moyano 49’, 69’          | tr   | 30’, 40’, 57’, 64’ Burns 73’ Myler                                |
| Moyano 3’, 10’, 21’, 26’ | c.p. | 7’, 24’ Burns                                                     |

### Gli altri incontri
| Arbitro: | Joaquín Montes |

|                                     |    |                                                                      |
| tecnica 17’ F. Sansot 43’ Magno 68’ | mt | 20’, 47’ Foden 29’, 32’, 35’ B. Vunipola 39’ T. Wood 58’ Doran-Jones |
| B. Madero 17’, 43’, 68’             | tr | 29’, 32’, 39’ Myler                                                  |